# Euchloe belemia
The Green-striped White (Euchloe belemia), là một loài bướm ngày thuộc họ Pieridae. Dãi phân bố của nó ở bắc Phi, thỉnh thoảng gặp ở nam Iberian peninsula, đặc biệt Tây Ban Nha và Bồ Đào Nha.

## Phụ loài
- Euchloe belemia hesperidum Rothschild 1913
- Euchloe belemia eversi Eversi 1963
- Euchloe belemia abyssinica Stamm 1928
- Euchloe belemia palaestinensis Rüber 1907

## Hình ảnh

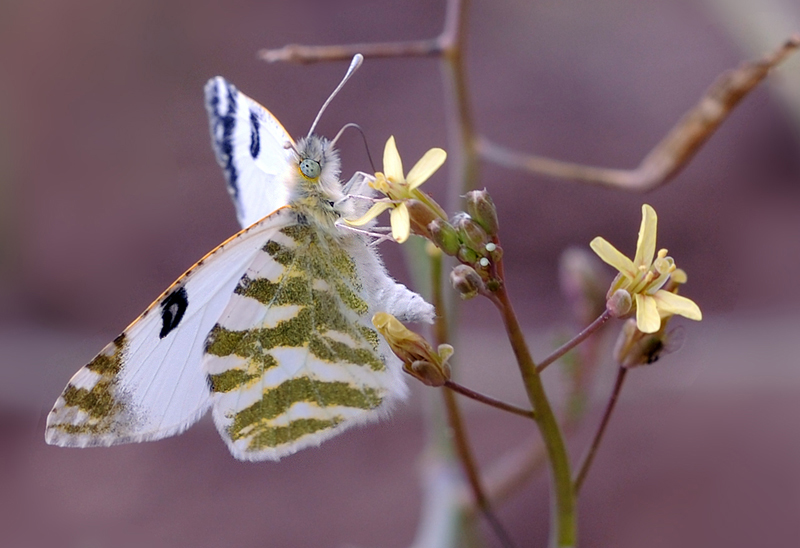
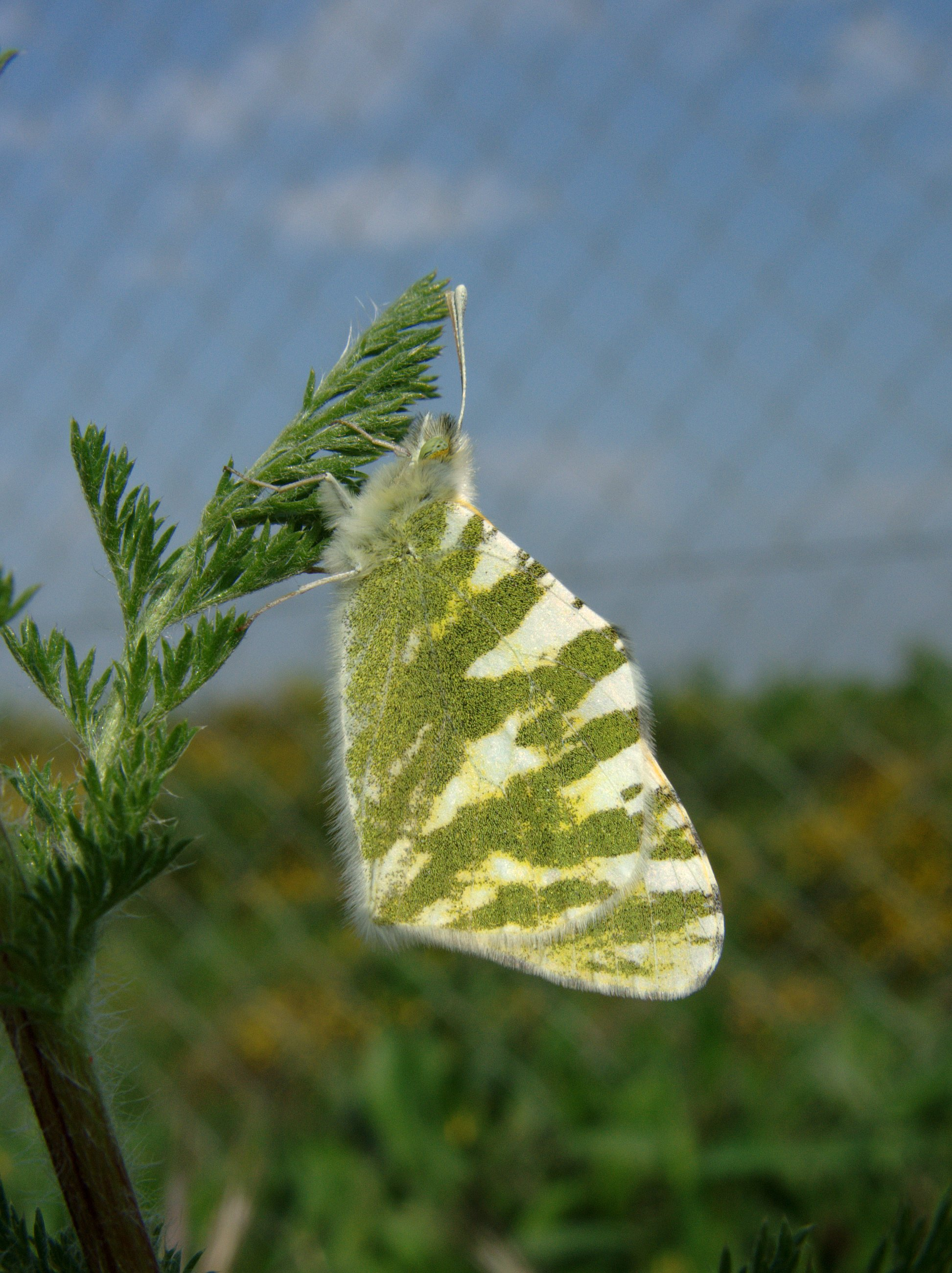
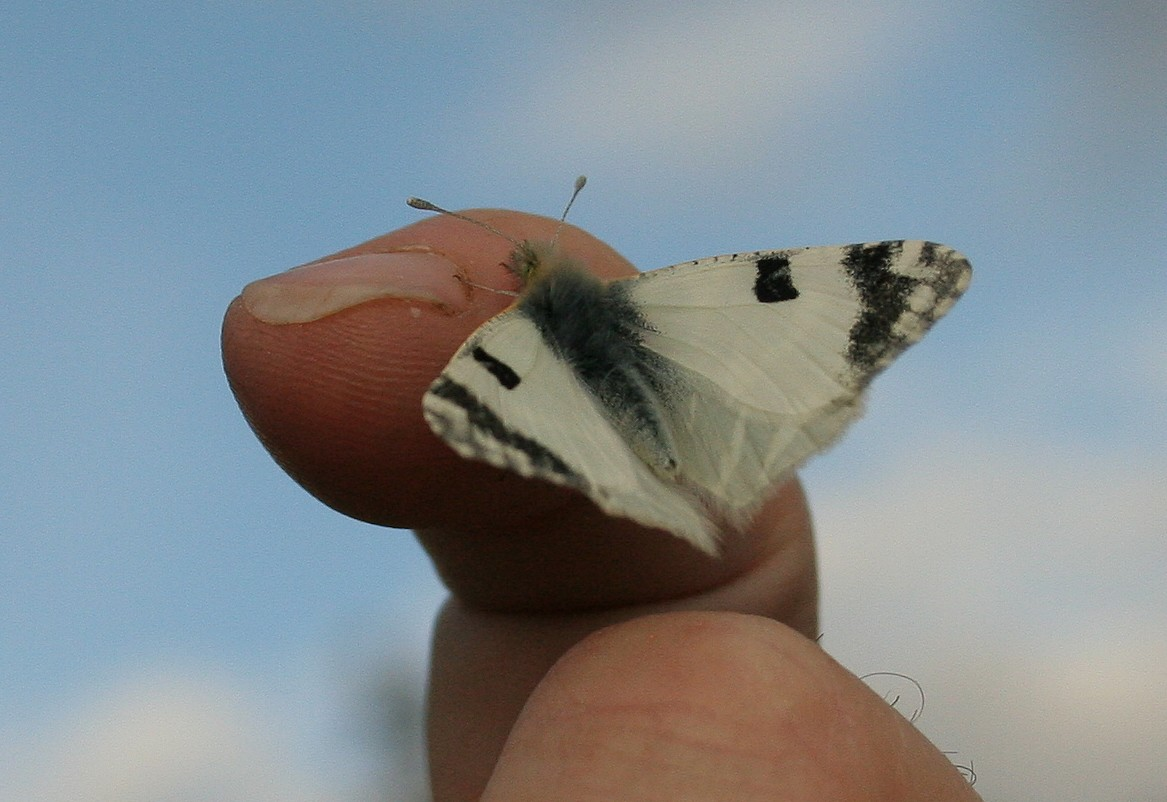